# عصوية رملية قرميدية
عصوية رملية قرميدية (الاسم العلمي: Arenibacter latericius) هي نوع من البكتيريا، سلبية الغرام، تتبع جنس عصوية رملية.